# تريديو راي
راجا تريديو راي (بالأردوية: راجہ تری دیو رائے)‏؛ (بالبنغالية: ত্রিদিব রায়)‏، (14 مايو 1933 - 17 سبتمبر 2012)  سياسي ودبلوماسي وكاتب باكستاني وزعيم ديني بوذي، كان وزير شؤون الأقليات في حكومة ذو الفقار علي بوتو. وهو الراجا الخمسون لقبيلة شاكما في منطقة تشيتاجونج هيل تراكتس في بنجلاديش الحالية من 2 مايو 1953 حتى تنازله في عام 1971 بعد حرب استقلال بنجلاديش. اختار البقاء باكستانيًا عندما حصلت بنغلاديش على الاستقلال في عام 1971. وأصبح معروفًا ككاتب ودبلوماسي وزعيم ديني بوذي وسياسي في باكستان.
بين عامي 1981 و1995 شغل منصب سفير باكستان لدى الأرجنتين مع اعتماد متزامن في تشيلي وأوروغواي وبيرو والإكوادور. كما كان وزيراً للحياة في الحكومة الباكستانية. توفي في سبتمبر 2012.